# Iconografia dell'apparizione di Gesù a Emmaus

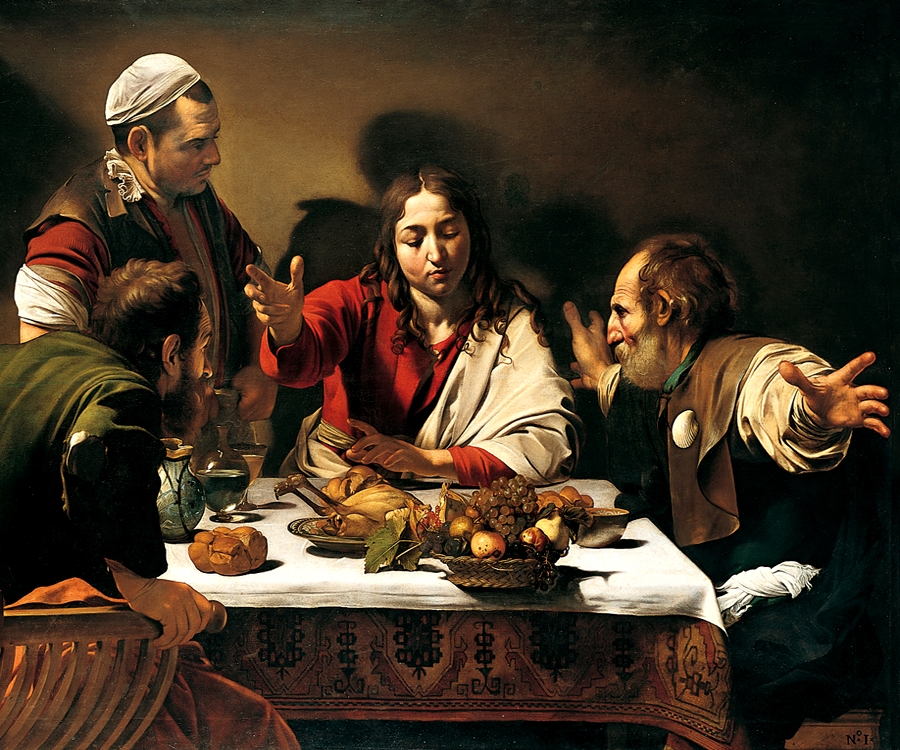
Cena in Emmaus, Caravaggio, 1601, Londra

L'apparizione di Gesù a Emmaus è un episodio narrato nel Vangelo secondo Luca (24,13-35), in cui il Cristo risorto si manifesta a due discepoli in cammino, che inizialmente non lo riconoscono, e viene infine identificato nel gesto dello spezzare il pane durante una cena. L'iconografia dell'apparizione di Gesù a Emmaus, sviluppatasi nelle arti figurative cristiane a partire dall'età paleocristiana, ha raffigurato con diverse varianti sia il momento del cammino sia quello del riconoscimento, con una fortuna crescente a partire dal Rinascimento e una particolare rilettura simbolica in epoca moderna. Il soggetto è stato affrontato da numerosi artisti, tra cui Duccio di Buoninsegna, Caravaggio, Rembrandt e molti altri.

## Sviluppo iconografico
Le più antiche rappresentazioni dell'apparizione di Gesù a Emmaus risalgono al VI secolo. Il mosaico della basilica di Sant'Apollinare Nuovo a Ravenna mostra Cristo in abiti imperiali, con nimbo crucisegnato, accompagnato da due discepoli lungo la strada, sotto le mura di Gerusalemme. L'opera, rarissima nella tradizione paleocristiana, visualizza la dimensione del cammino come processo di rivelazione spirituale.
Nel repertorio romanico si affermano cicli scultorei in cui l'apparizione di Emmaus è associata ad altri episodi post-pasquali. Una formella in avorio del XII secolo, oggi al Metropolitan Museum of Art, presenta nella scena superiore l'incontro tra Cristo e i due discepoli in viaggio, mentre in quella inferiore figura il Noli me tangere a Maria Maddalena. La compresenza delle due scene sottolinea il tema della progressiva manifestazione del Risorto.
Nel Rinascimento l'episodio viene riletto in chiave narrativa e psicologica. Duccio di Buoninsegna, nella Maestà, propone il momento del cammino come scena autonoma, con una resa lineare e dialogica dell'incontro. Pontormo, nella sua Cena in Emmaus (1525), ambienta la scena in un interno oscuro, accentuando la teatralità della rivelazione attraverso la gestualità e l'illuminazione centrata sulla figura di Cristo.
Sia l'incontro sulla strada sia la successiva cena sono soggetti popolari nel mondo dell'arte, anche se il tema della cena ha ricevuto una rilevanza più ampia. L'arte medievale tende a mostrare maggiormente il momento precedente al riconoscimento di Gesù. Cristo indossa spesso abiti diversi da quelli con cui è tradizionalmente raffigurato per mostrare come i discepoli, inizialmente, non lo avessero riconosciuto. Talvolta viene raffigurato con un grande cappello da pellegrino con la tipica conchiglia o, più raramente, con un cappello ebraico.
La raffigurazione di Rembrandt del 1648 della Cena di Emmaus è costruita sulla base di una prima realizzazione da lui eseguita sei anni prima, nella quale il discepolo sulla sinistra si alza e pone le mani in preghiera. In entrambe le raffigurazioni, i discepoli sono stupiti ma non terrorizzati. Il servo presente nella scena ha un valore unicamente decorativo.
La Cena di Emmaus di Caravaggio conservata a Londra e quella conservata a Milano distano tra loro sei anni, vennero entrambe criticate all'epoca per la mancanza di decoro in un evento tanto importante, per quanto le raffigurazioni realistiche siano perfette. Caravaggio raffigura Gesù senza la barba, e addirittura la pittura di Londra mostra dei frutti palesemente fuori stagione. A ogni modo, in entrambi i casi, viene presentata anche la figura del servo al tavolo.
Altri artisti si sono dedicati a raffigurare questo evento come Jacopo Bassano, Pontormo, Vittore Carpaccio, Philippe de Champaigne, Albrecht Dürer, Benedetto Gennari, Jacob Jordaens, Marco Marziale, Pedro Orrente, Tintoretto, Tiziano, Velázquez, Paolo Veronese, Han van Meegeren e Vermeer.

## Fortuna e ricezione
L'apparizione di Gesù a Emmaus ha acquisito nel tempo un valore teologico e simbolico che ha favorito la sua diffusione, soprattutto a partire dal Rinascimento. Il momento del riconoscimento avviene infatti nello spezzare il pane, gesto che nell'iconografia tradizionale diviene centro compositivo e rivelativo. La rarità delle rappresentazioni altomedievali rende particolarmente eloquente il mosaico di Sant'Apollinare Nuovo, in cui già si percepisce la doppia valenza narrativa e sacramentale del tema.
La fortuna del soggetto cresce sensibilmente nell'età moderna, quando la pittura religiosa sviluppa una crescente attenzione alla dimensione affettiva e narrativa del sacro. L'episodio di Emmaus, in quanto scena di riconoscimento post-pasquale, si presta a esplorazioni profonde dell'identità visiva di Cristo, della sorpresa mistica, della rivelazione improvvisa. Gli artisti dei secoli XVI e XVII tendono a rappresentare il momento della cena con accenti naturalistici, evidenziando il contrasto tra l'ambientazione ordinaria e l'irruzione del divino.
L'apparizione di Emmaus ha suscitato inoltre riflessioni sul vedere e sul conoscere, in particolare sullo scarto tra presenza fisica e riconoscimento spirituale. Victor Stoichiță interpreta il soggetto come paradigma della pittura stessa: un campo di tensione tra visibile e invisibile, tra presenza e assenza. L'immagine diviene così l'equivalente figurativo del mistero stesso dell'apparizione: ciò che appare si ritrae, ciò che si riconosce svanisce.

## Galleria d'immagini

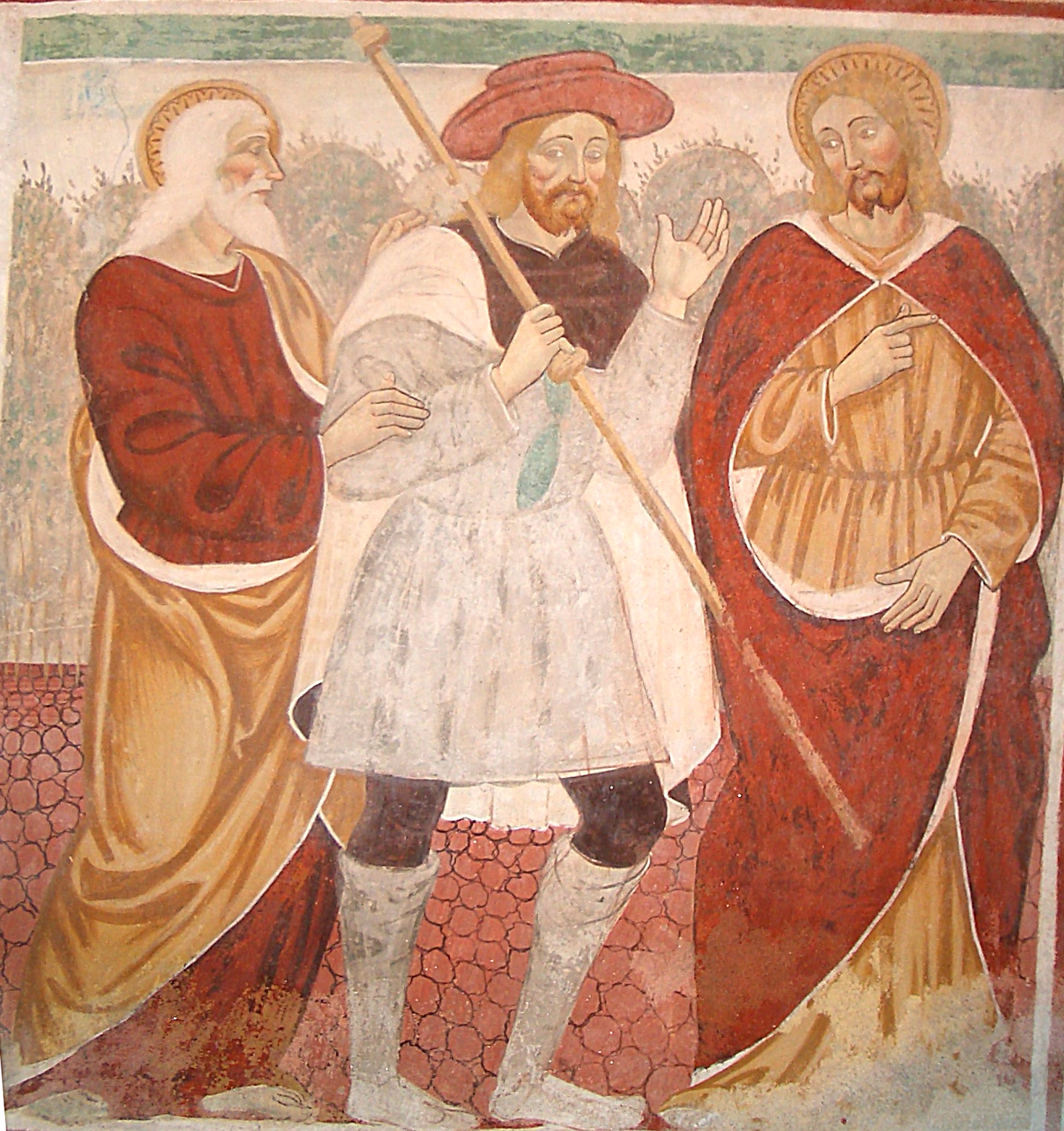
Oratorio di Novara, XV secolo
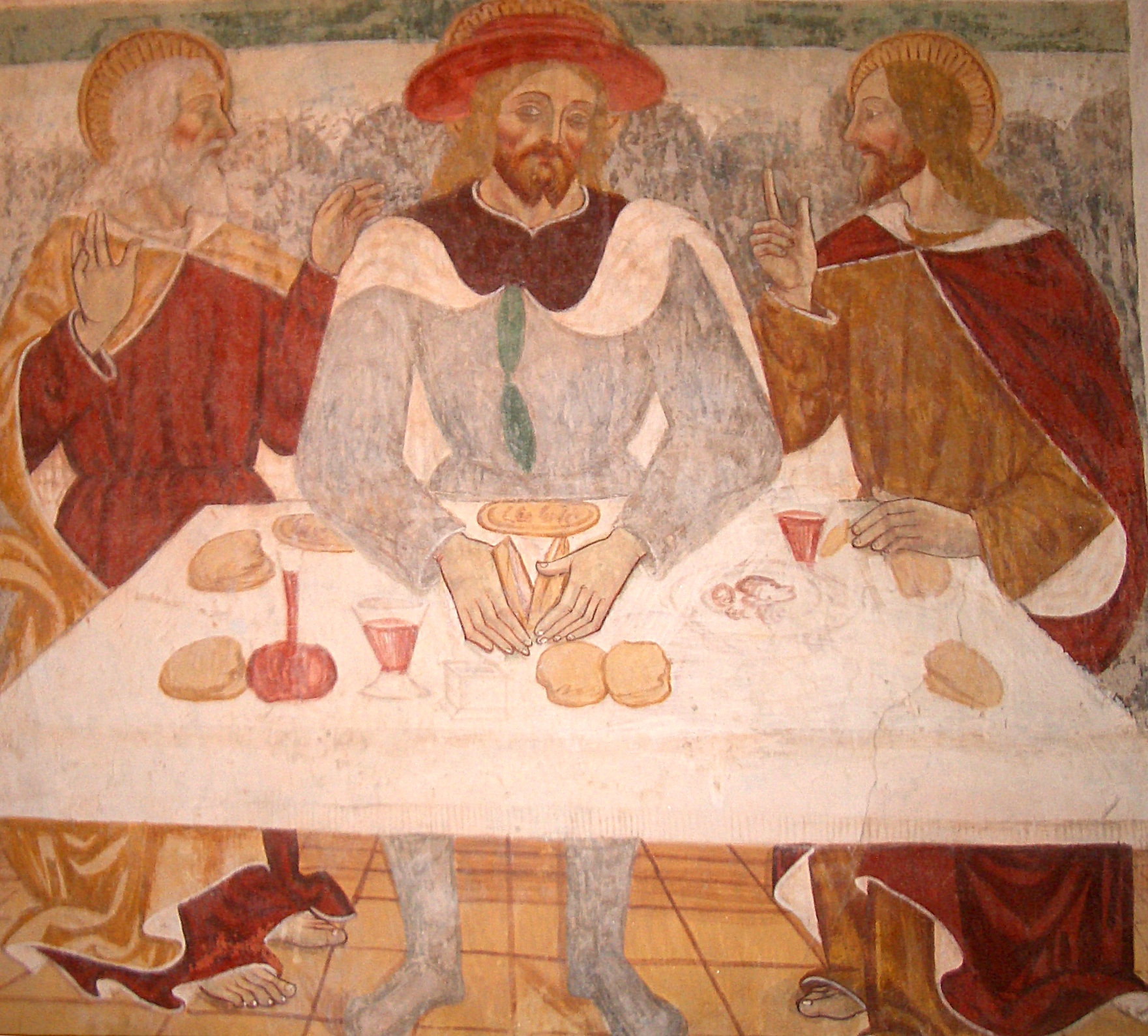
Cena di Emmaus, XV secolo
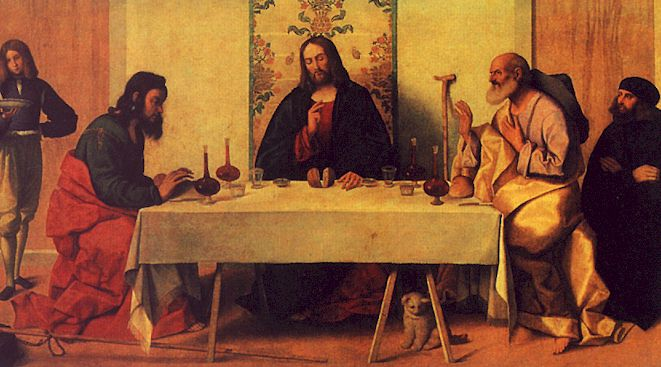
La cena a Emmaus, Vincenzo Catena
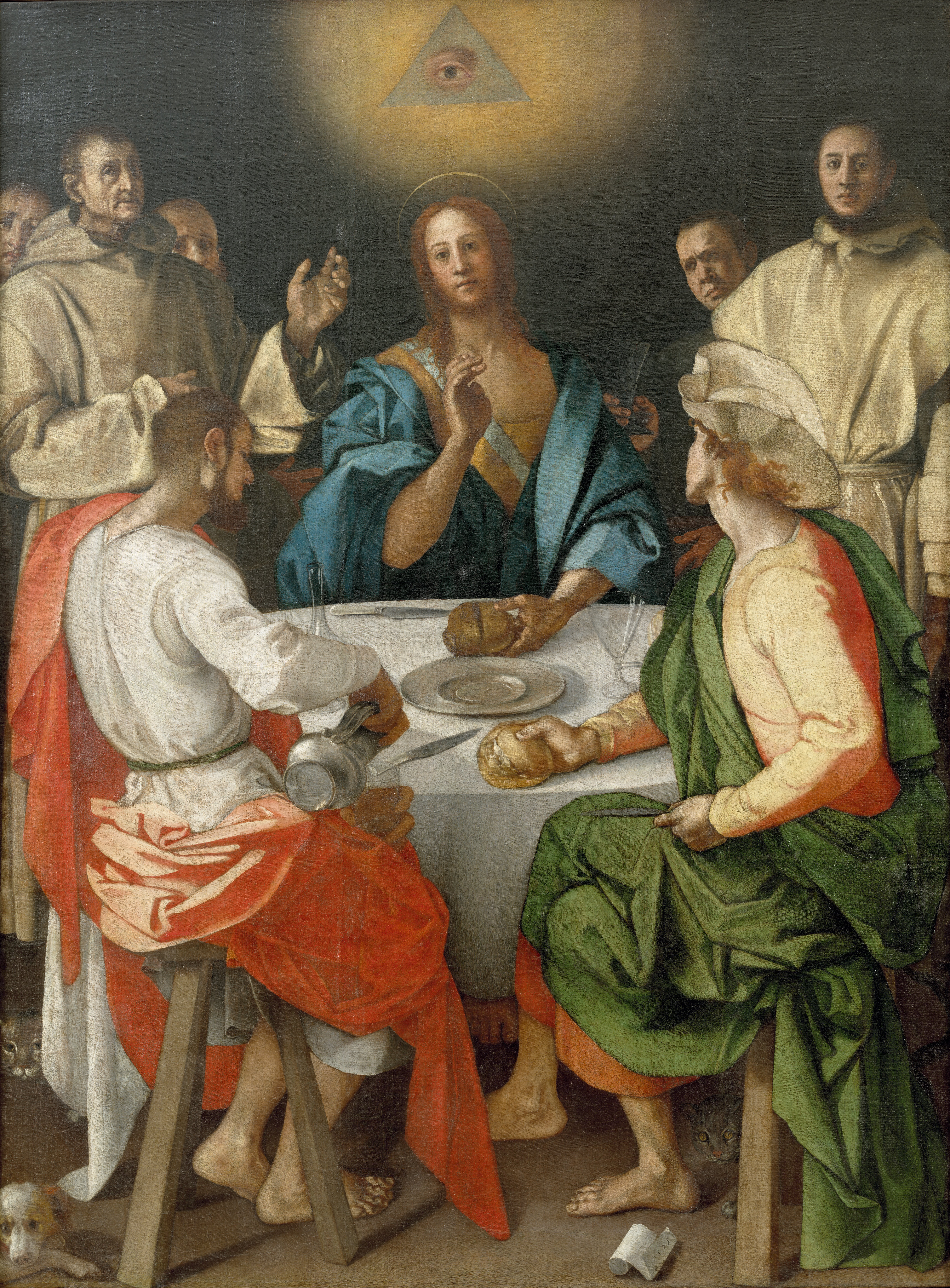
Cena a Emmaus, 1525, Jacopo Pontormo. Si noti l'occhio della Provvidenza nella parte superiore del dipinto
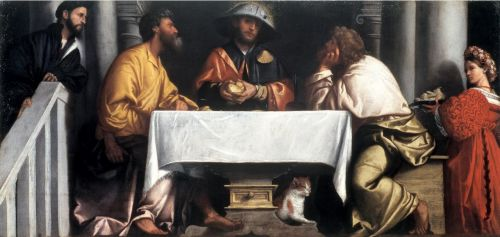
Cena in Emmaus, Moretto, 1525
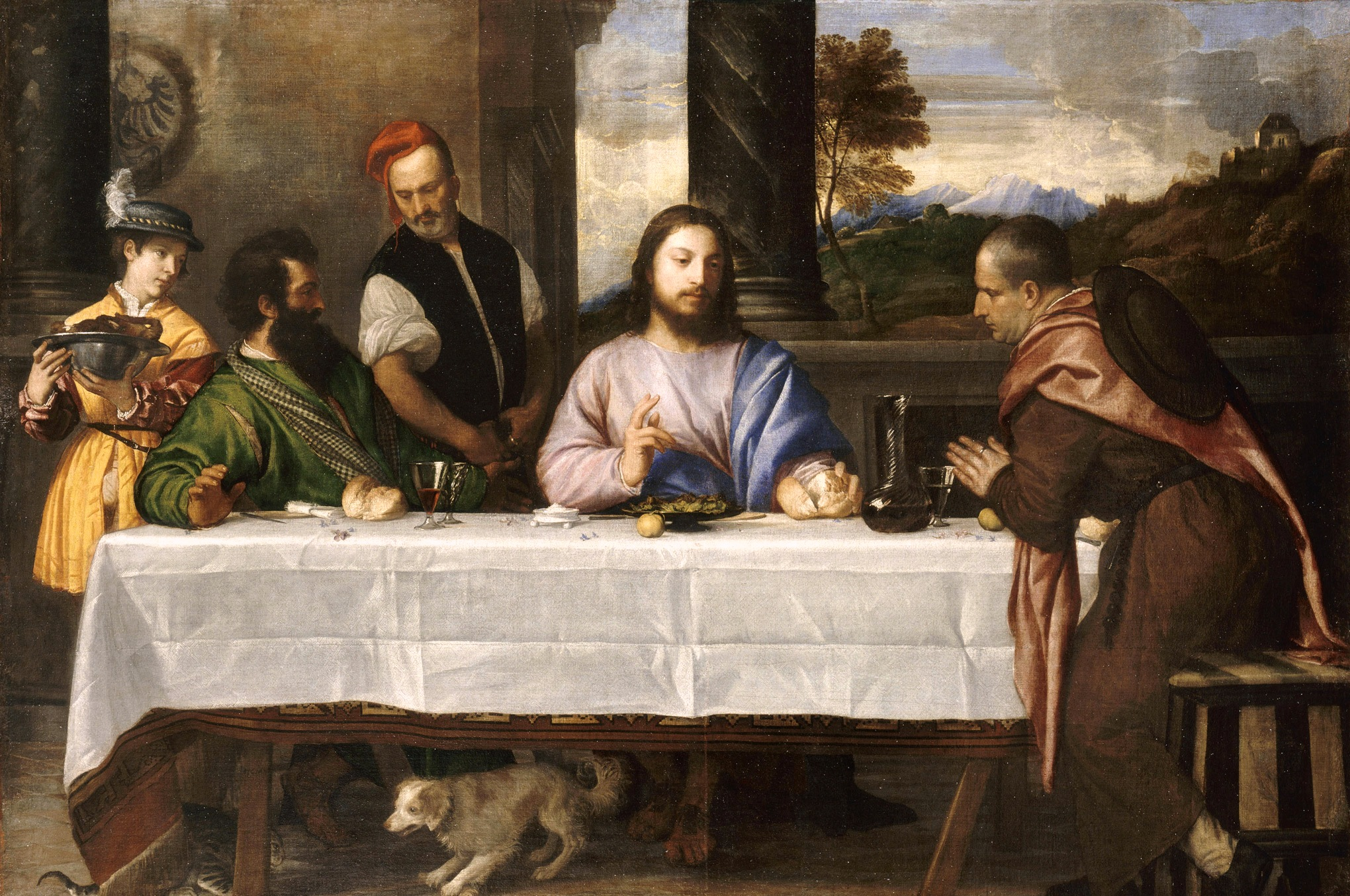
Tiziano, 1535, Louvre
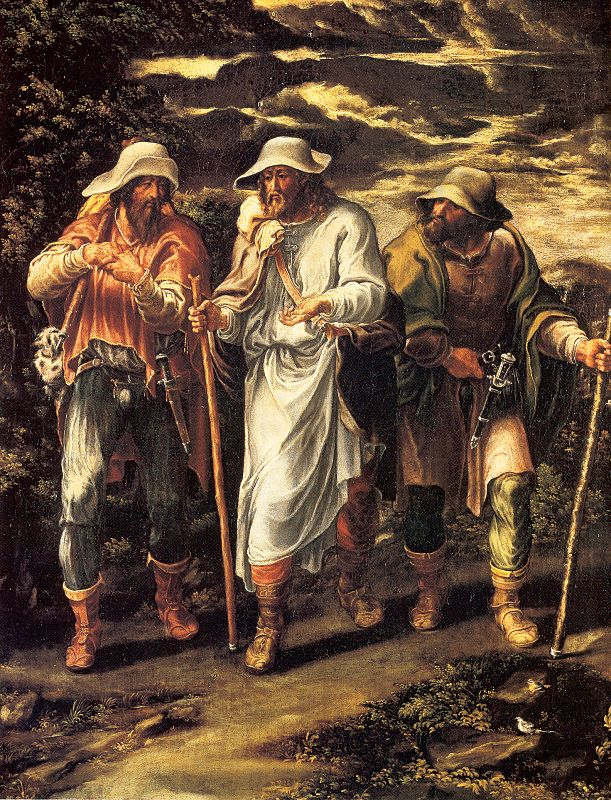
Cammino di Emmaus, Lelio Orsi, 1560–65
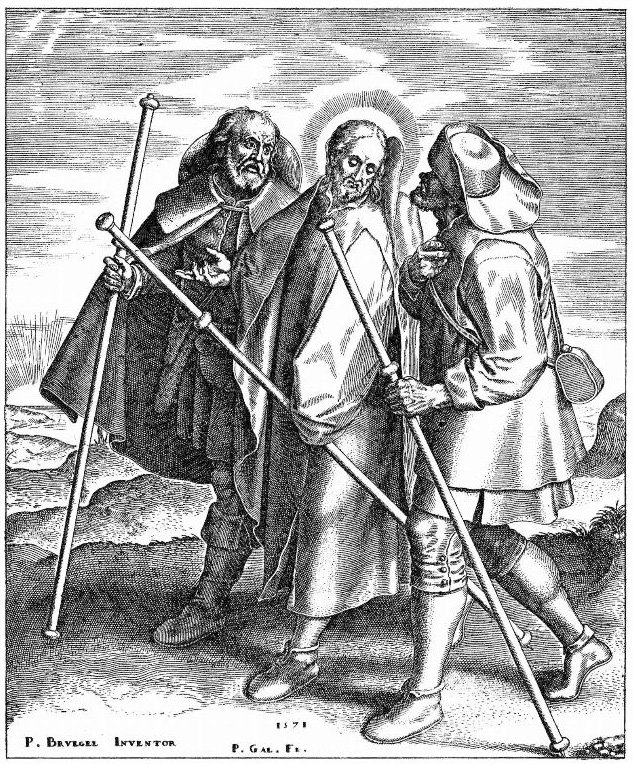
Gesù e i discepoli sulla strada per Emmaus, Pieter Bruegel il Vecchio, 1571
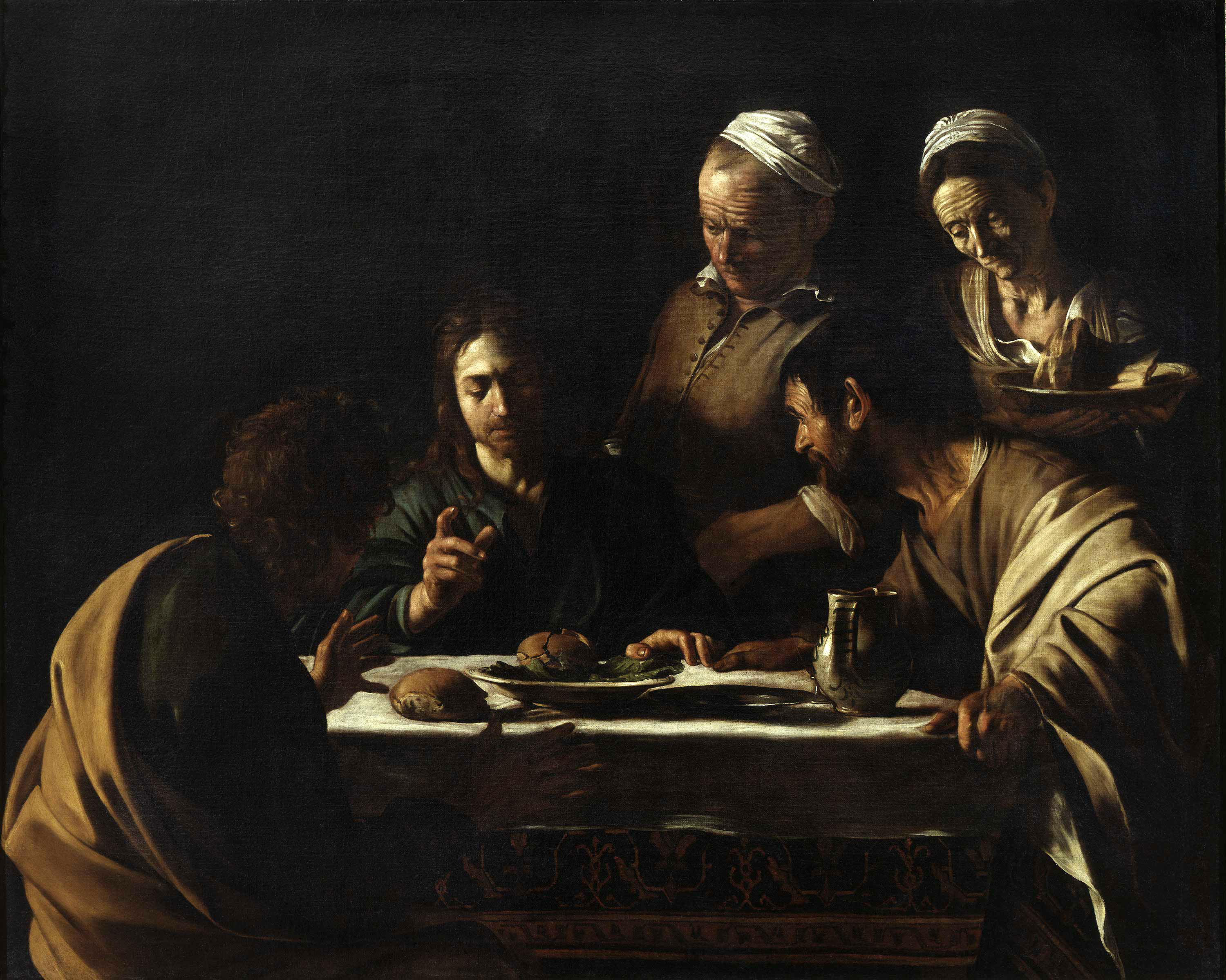
Cena in Emmaus, Caravaggio, 1606, Milano
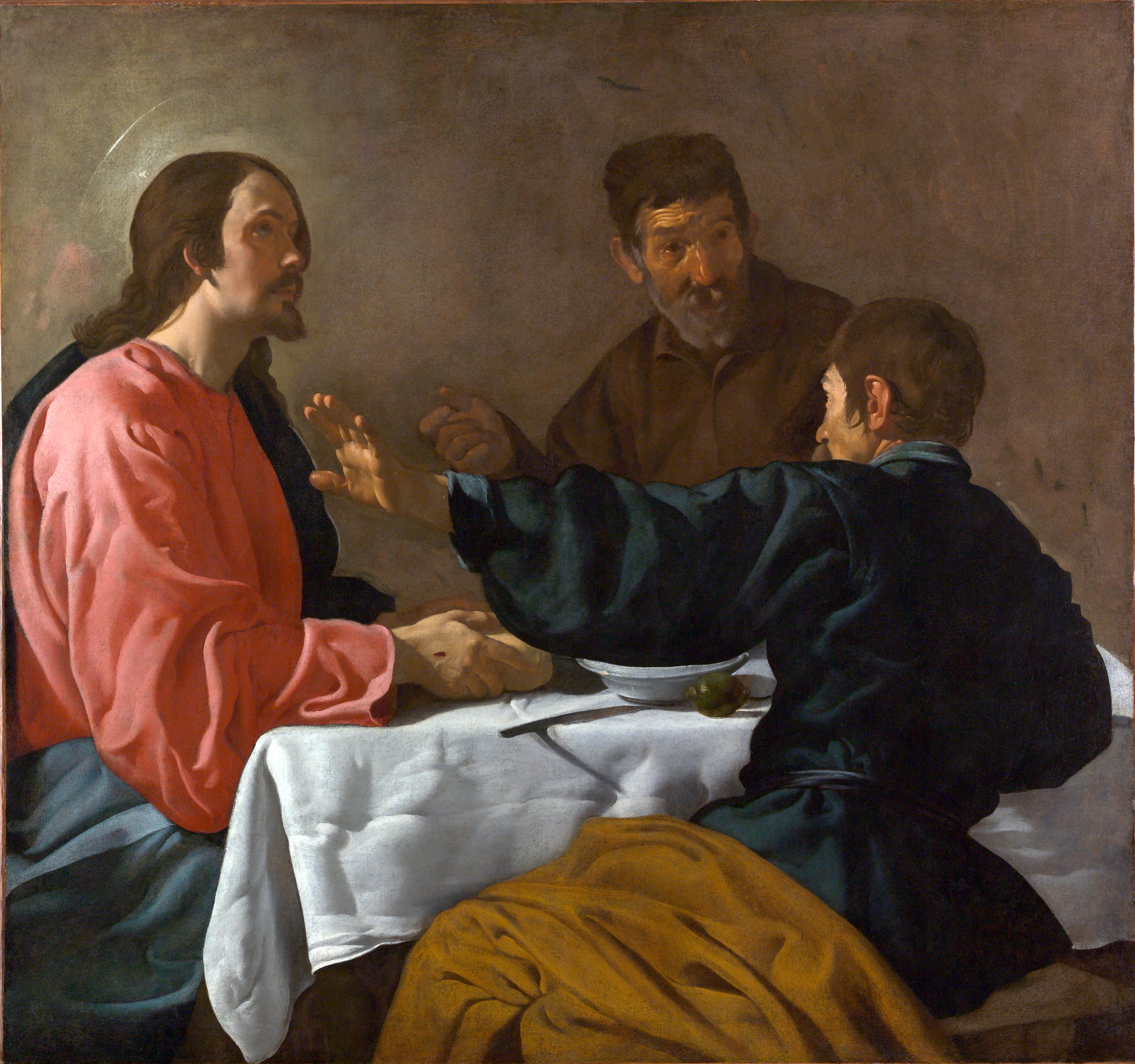
La cena di Emmaus, Diego Velázquez, 1620, New York
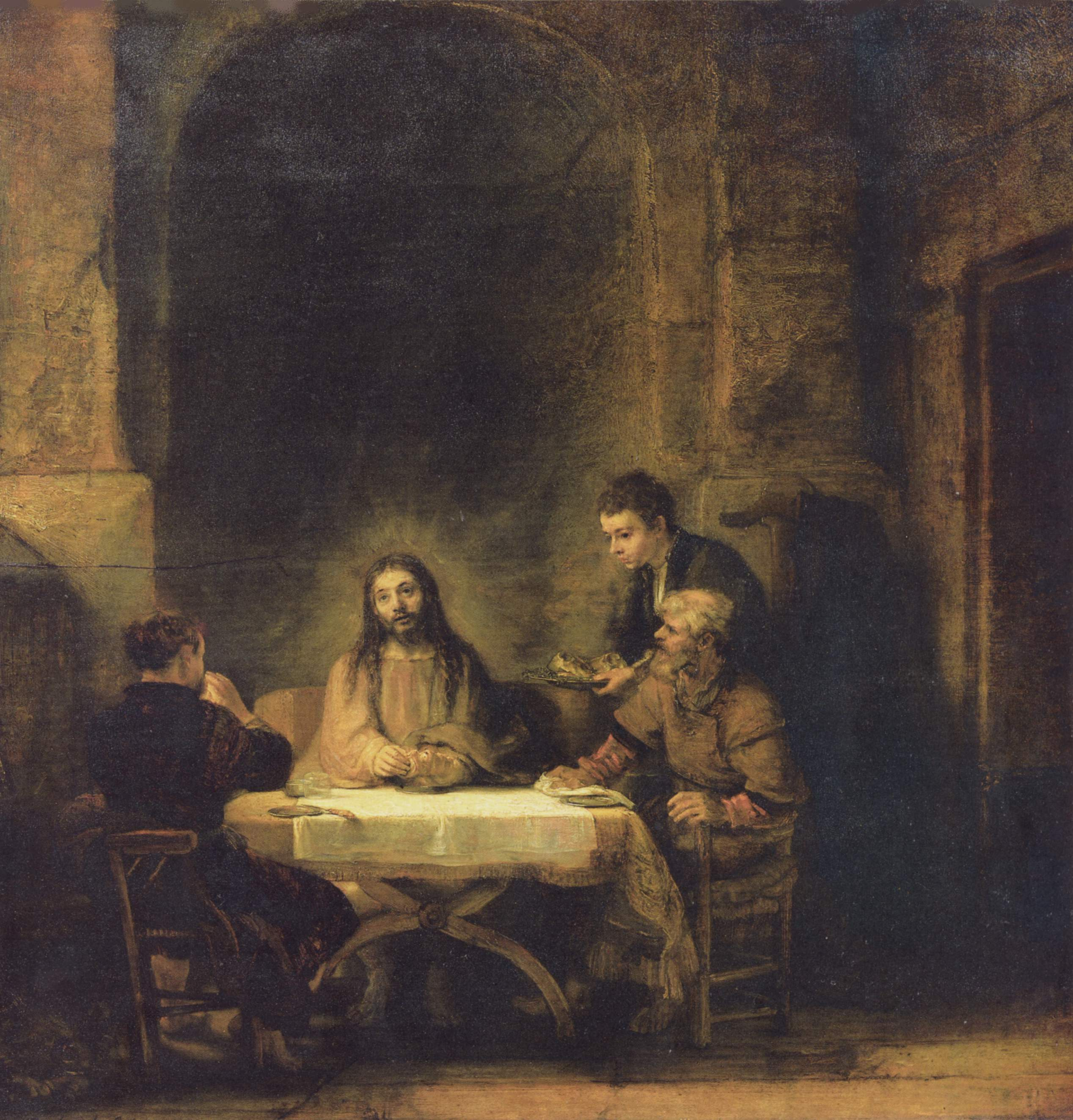
Cena di Emmaus, Rembrandt, 1648, Louvre
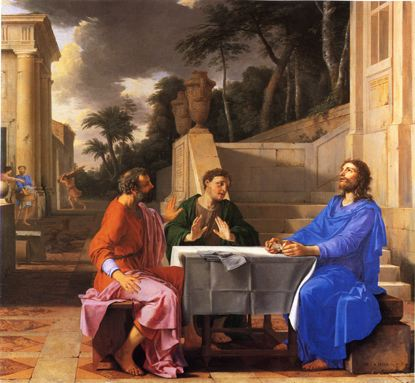
Apparizione di Cristo ai pellegrini di Emmaus, Laurent de La Hyre, 1656
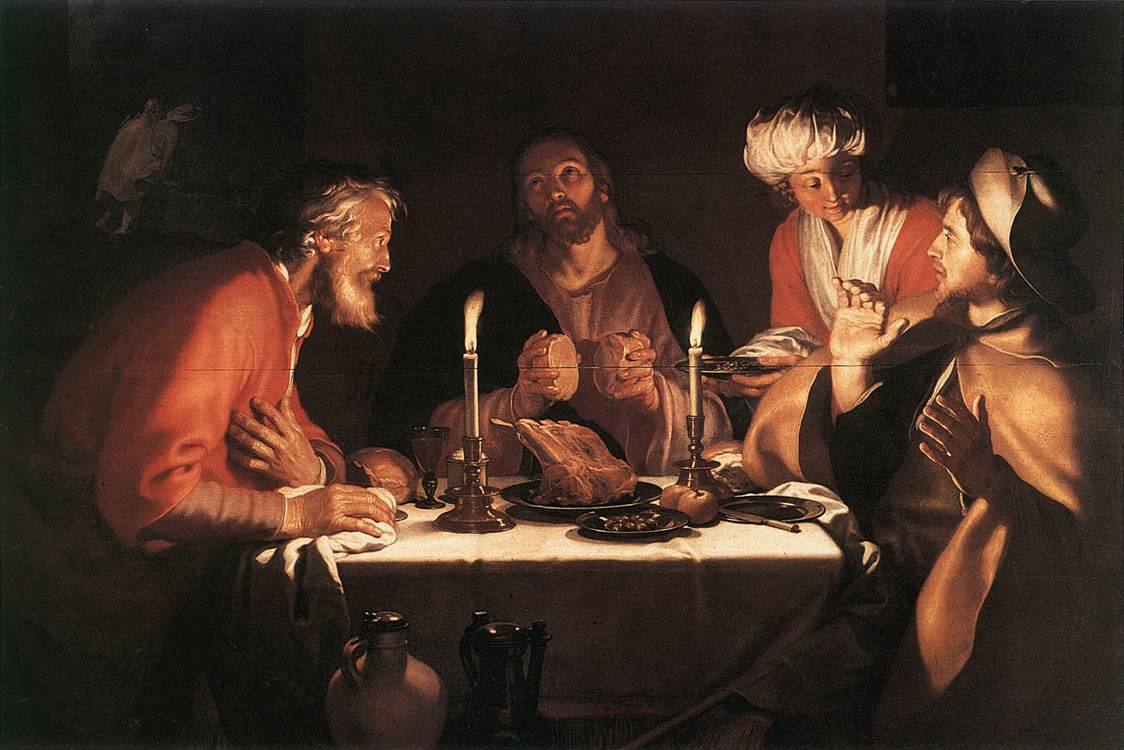
I discepoli di Emmaus, Abraham Bloemaert
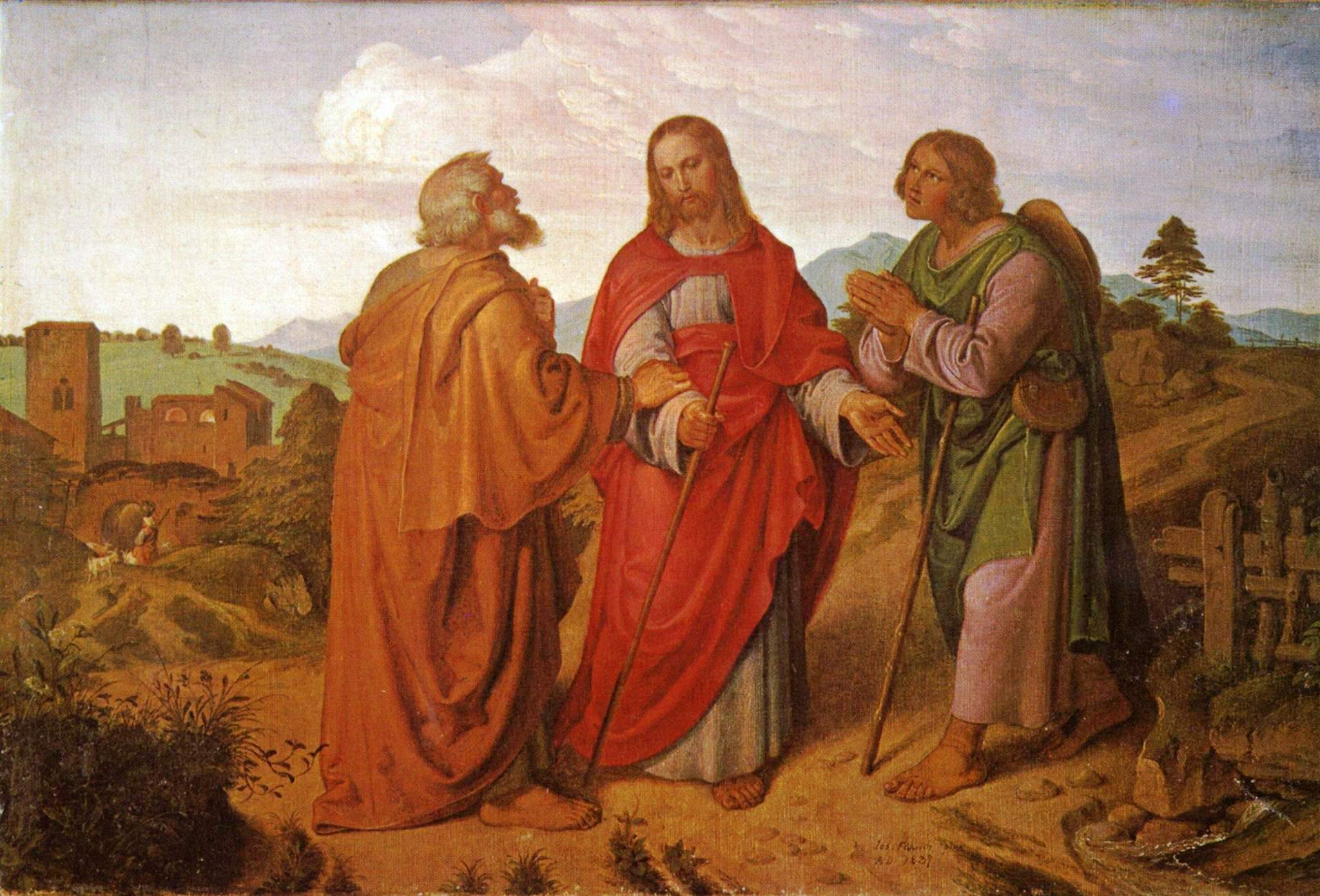
I discepoli di Emmaus, Joseph von Führich, 1837
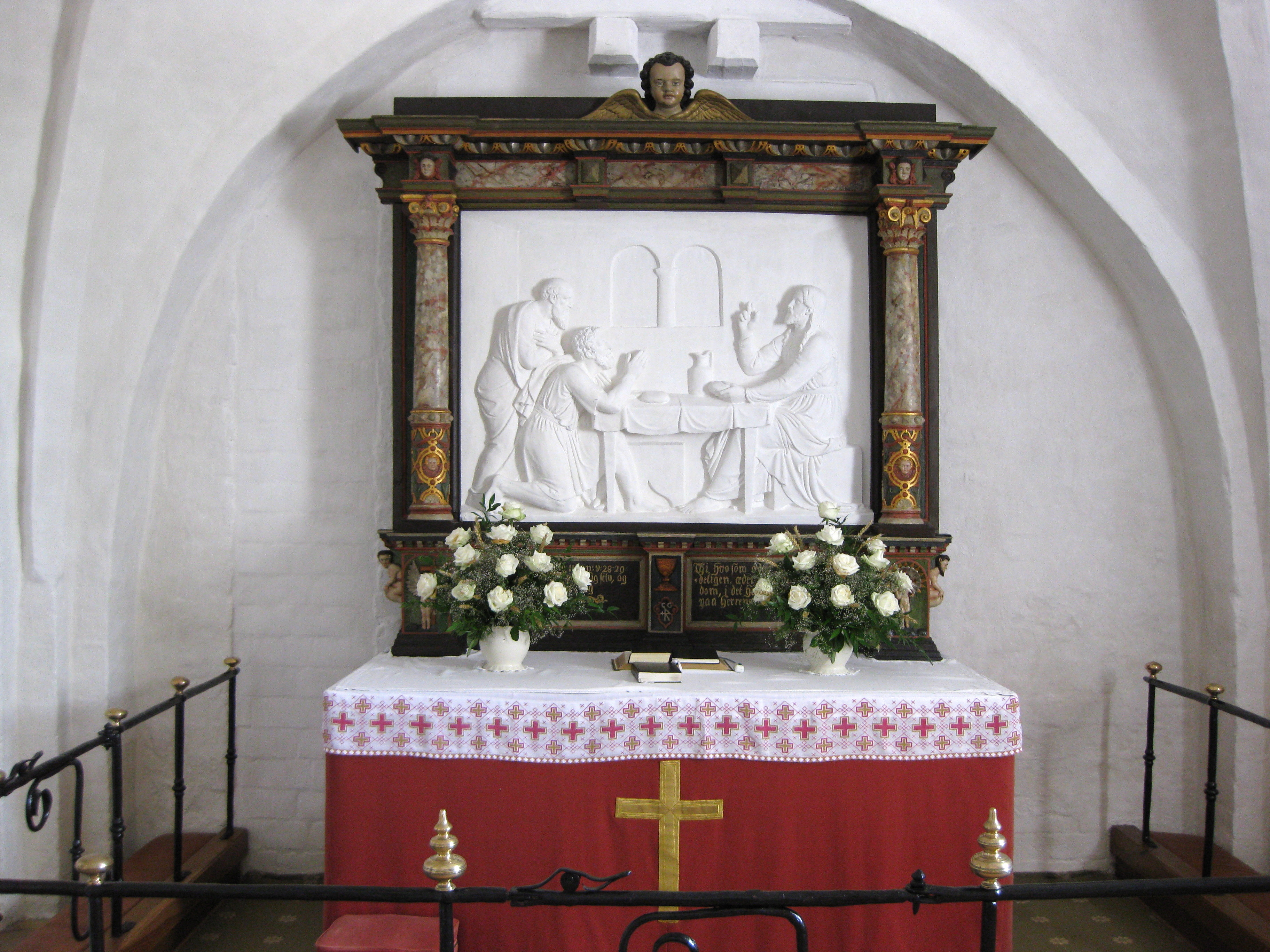
L'altare della Jungshoved Kirke. Scultura di Bertel Thorvaldsen (gesso). anni '40 dell'Ottocento
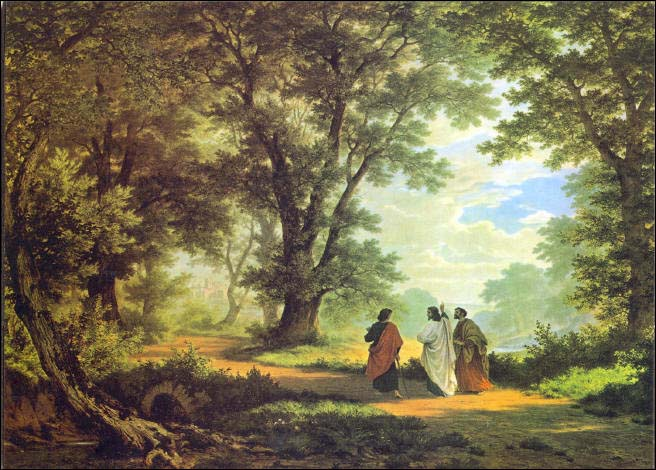
I discepoli di Emmaus, Robert Zünd, 1877